# Kohei Uchimura
Kohei Uchimura (em japonês: 内村 航平 Uchimura Kōhei; Nagasaki, 3 de janeiro de 1989) é um ginasta japonês que compete em provas de ginástica artística.
Fez parte da equipe japonesa que disputou os Jogos Olímpicos de Pequim, em 2008, China, e conquistou as medalhas de prata coletiva e do individual geral.

## Carreira

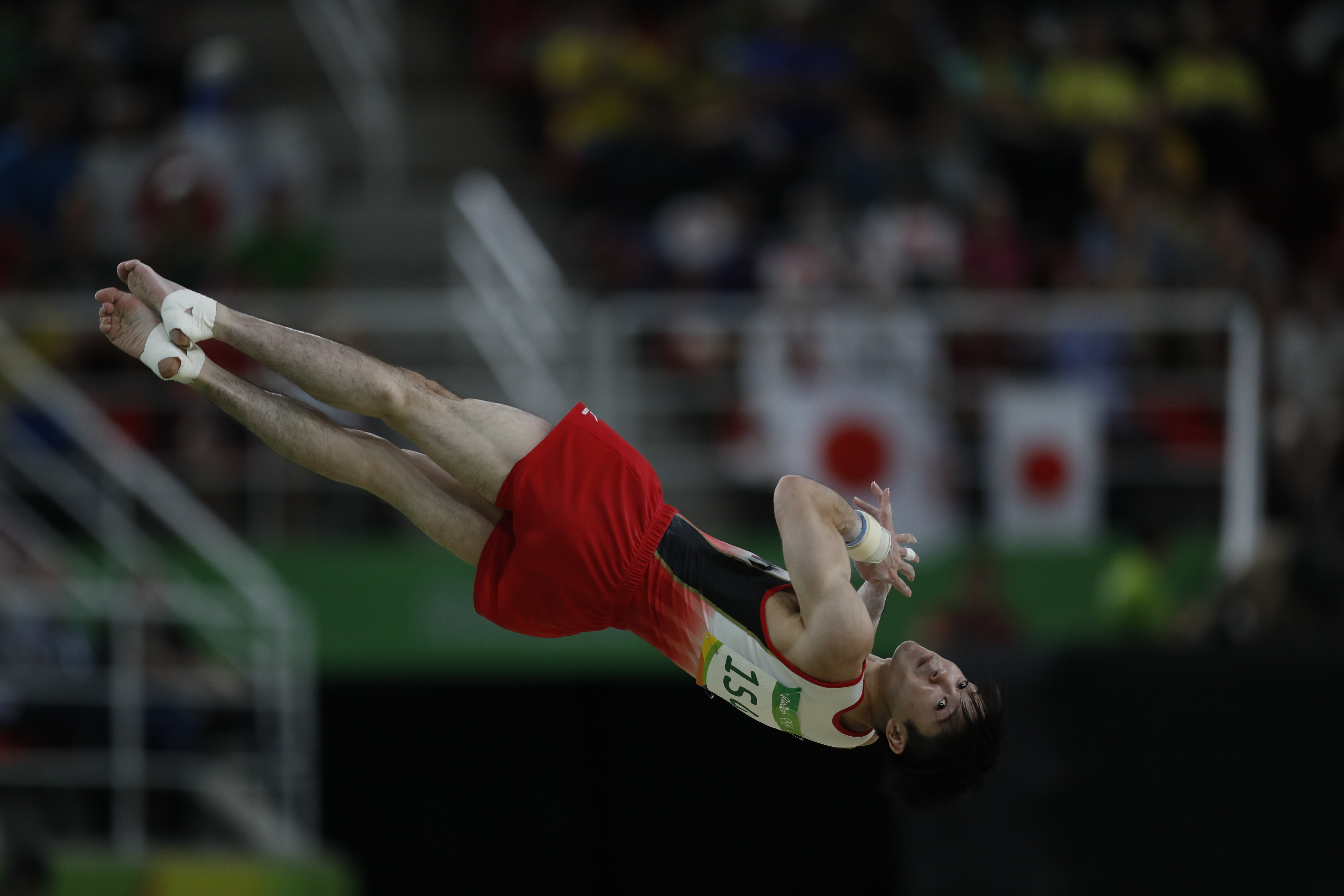
Uchimura durante a Rio 2016

Uchimura iniciou no desporto, aos três anos de idade, em um clube local. Em 2005, o atleta competiu em seu primeiro evento internacional, o Campeonato Internacional Japonês Júnior. Dois anos depois, o ginasta entrou para a equipe masculina principal do país. No mesmo ano, disputou a etapa de Copa do Mundo de Paris, conquistando a medalha de bronze no salto, e a nona colocação no solo.
Em 2008, na etapa de Tianjin, fora medalhista de ouro nos exercícios de solo. Em outubro do mesmo ano, em sua primeira aparição olímpica, nos Jogos Olímpicos de Pequim, o ginasta conquistou a medalha de prata na prova coletiva, superado pela equipe chinesa. No concurso geral, Kohei foi novamente medalhista de prata, ao não superar o anfitrião, Yang Wei, medalhista de ouro. Na final do solo, fora apenas quinto. Como último evento do ano, deu-se a etapa de Madrid, da Copa do Mundo. Nele, fora medalhista de prata no solo, superado pelo brasileiro Diego Hypólito.
Abrindo o calendário competitivo de 2009, disputou a etapa de Cottbus de Copa do Mundo, sendo medalhista de ouro nos exercícios de solo. Em outubro, participou do Campeonato Mundial de Londres. No evento classificou-se para três finais: geral, solo e barra fixa. No geral, favorecido com a queda de outros ginastas, conquistou a medalha e ouro. No solo, só terminou em quarto, e na barra, foi sexto. Como próximo compromisso, disputou a Copa Toyota, conquistando a medalha de ouro no solo e a prata na barra fixa.

## Principais resultados
| Ano  | Evento                                    | AA               | Equipe            | Solo              | Cavalo com alças | Argolas | Salto sobre o cavalo | Barras paralelas  | Barra fixa        |
| ---- | ----------------------------------------- | ---------------- | ----------------- | ----------------- | ---------------- | ------- | -------------------- | ----------------- | ----------------- |
| 2007 | Copa do Mundo – Paris                     |                  |                   | 9º                |                  |         | Medalha de bronze    |                   |                   |
| 2008 | Copa do Mundo – Tianjin                   |                  |                   | Medalha de ouro   |                  |         |                      |                   |                   |
| 2008 | Jogos Olímpicos                           | Medalha de prata | Medalha de prata  | 5º                |                  |         |                      |                   |                   |
| 2008 | Copa do Mundo – Madrid                    |                  |                   | Medalha de prata  |                  |         |                      |                   |                   |
| 2009 | Copa do Mundo – Cottbus                   |                  |                   | Medalha de ouro   |                  |         |                      |                   |                   |
| 2009 | Campeonato Mundial de Ginástica Artística | Medalha de ouro  |                   | 4º                |                  |         |                      |                   | 6º                |
| 2009 | Copa Toyota                               |                  |                   | Medalha de ouro   |                  |         |                      |                   | Medalha de prata  |
| 2010 | Campeonato Mundial de Ginástica Artística | Medalha de ouro  | Medalha de prata  | Medalha de prata  |                  |         |                      | Medalha de bronze |                   |
| 2011 | Campeonato Mundial de Ginástica Artística | Medalha de ouro  | Medalha de prata  | Medalha de ouro   | 5º               | 6º      |                      | 4º                | Medalha de bronze |
| 2012 | Jogos Olímpicos                           | Medalha de ouro  | Medalha de prata  | Medalha de prata  |                  |         |                      |                   |                   |
| 2013 | Campeonato Mundial de Ginástica Artística | Medalha de ouro  |                   | Medalha de bronze |                  |         |                      | Medalha de ouro   | Medalha de bronze |
| 2014 | Campeonato Mundial de Ginástica Artística | Medalha de ouro  | Medalha de prata  |                   |                  |         |                      |                   | Medalha de prata  |
| 2015 | Campeonato Mundial de Ginástica Artística | Medalha de ouro  | Medalha de ouro   |                   |                  |         |                      |                   | Medalha de ouro   |
| 2016 | Jogos Olímpicos                           | Medalha de ouro  | Medalha de ouro   | 5°                |                  |         |                      |                   |                   |
| 2018 | Campeonato Mundial de Ginástica Artística |                  | Medalha de bronze |                   |                  |         |                      |                   | Medalha de prata  |